# Aporophyla sepiacea
Aporophyla sepiacea là một loài bướm đêm trong họ Noctuidae.